# Àcid metabòric
L'àcid metabòric, també anomenat àcid oxoborínic, té la fórmula química HBO₂, es forma quan l'àcid bòric (que és soluble en aigua) s'escalfa per sobre de 170 °C, i es deshidrata.
H₃BO₃ → HBO₂ + H₂O
La forma molecular de l'àcid oxiborínic només es coneix solament en la fase gasosa. Per fusió es polimeritza en llargues cadenes o xarxes sòlides, per això és tan relativament alt el seu punt de fusió del seu estat sòlid.
L'àcid metabòric és un sòlid blanc cristal·lí cúbic que només és lleugerament soluble en aigua. L'àcid metabòric es fon a uns 236 °C, i quan s'escalfa per sobre uns 300 °C es torna a deshidratar formant àcid tetrabòric o àcid pirobòric (H₂B₄O₇):
4 HBO₂ → H₂B₄O₇ + H₂O
El terme àcid bòric pot de vegades referir-se a qualsevol d'aquests compostos. Un posterior escalfament porta al triòxid de bor.
H₂B₄O₇ → 2 B₂O₃ + H₂O